# Joe Elliott
Pour les articles homonymes, voir Elliott.
 (novembre 2020).
Si vous disposez d'ouvrages ou d'articles de référence ou si vous connaissez des sites web de qualité traitant du thème abordé ici, merci de compléter l'article en donnant les références utiles à sa vérifiabilité et en les liant à la section « Notes et références ».
Joseph "Joe" Thomas Elliott est né le 1er août 1959 à Sheffield, en Angleterre. Il est le chanteur et un des compositeurs du groupe Def Leppard.

## Carrière

### Def Leppard
Dans sa jeunesse, Joe Elliott était captivé par la musique de la fin des années 1960 et du début des années 1970 des groupes glam comme T-Rex, Mott the Hoople, Queen et le célèbre Ziggy Stardust de David Bowie.
Une nuit, il rêva qu'il faisait partie d'un groupe imaginaire appelé Deaf Leopard, chose qui devint réalité quand il rejoignit le groupe Atomic Mass, formé originellement de Rick Savage et Pete Willis. En partie parce que Joe avait fait ce rêve, ils renommèrent le groupe Def Leppard. Le changement de nom en Def Leppard a pour origine une faute de frappe dans la presse locale à la suite d'un concert. En effet, une revue a écorché le nom du groupe en oubliant de « a » de Deaf Leopard (signifiant léopard sourd) ce qui donna Def Leopard. Ce nom plût au groupe qui décida par la suite de faire tomber le "o" de leopard et de le remplacer par un "p" pour obtenir un nom plein d'originalité.

### Cybernauts
Fin des années 1990, début des années 2000, Joe Elliott a également fait partie d'un cover band appelé Cybernauts. La formation était un hommage à Ziggy Stardust et comprenait également Phil Collen de Def Leppard et Mick Woodmansey et Trevor Bolder des Spiders from Mars. 
De ce projet paraîtra l'album The Cybernauts Live (Japon seulement), paru en 2001. Par la suite une deuxième version de deux disques avec sept chansons studio renommé The Further Adventures Of The Cybernauts, fut mise en vente sur internet, et seulement via le site officiel du groupe, ce qui en a fait un album rare, aujourd’hui introuvable. 
Joe Elliott avait déclaré à cette époque : « Phil et moi avons été honorés d’être impliqués dans ce projet et de pouvoir prétendre, durant les répétitions et les spectacles, être Mick Ronson ou David Bowie ».

### Down 'n' Outz

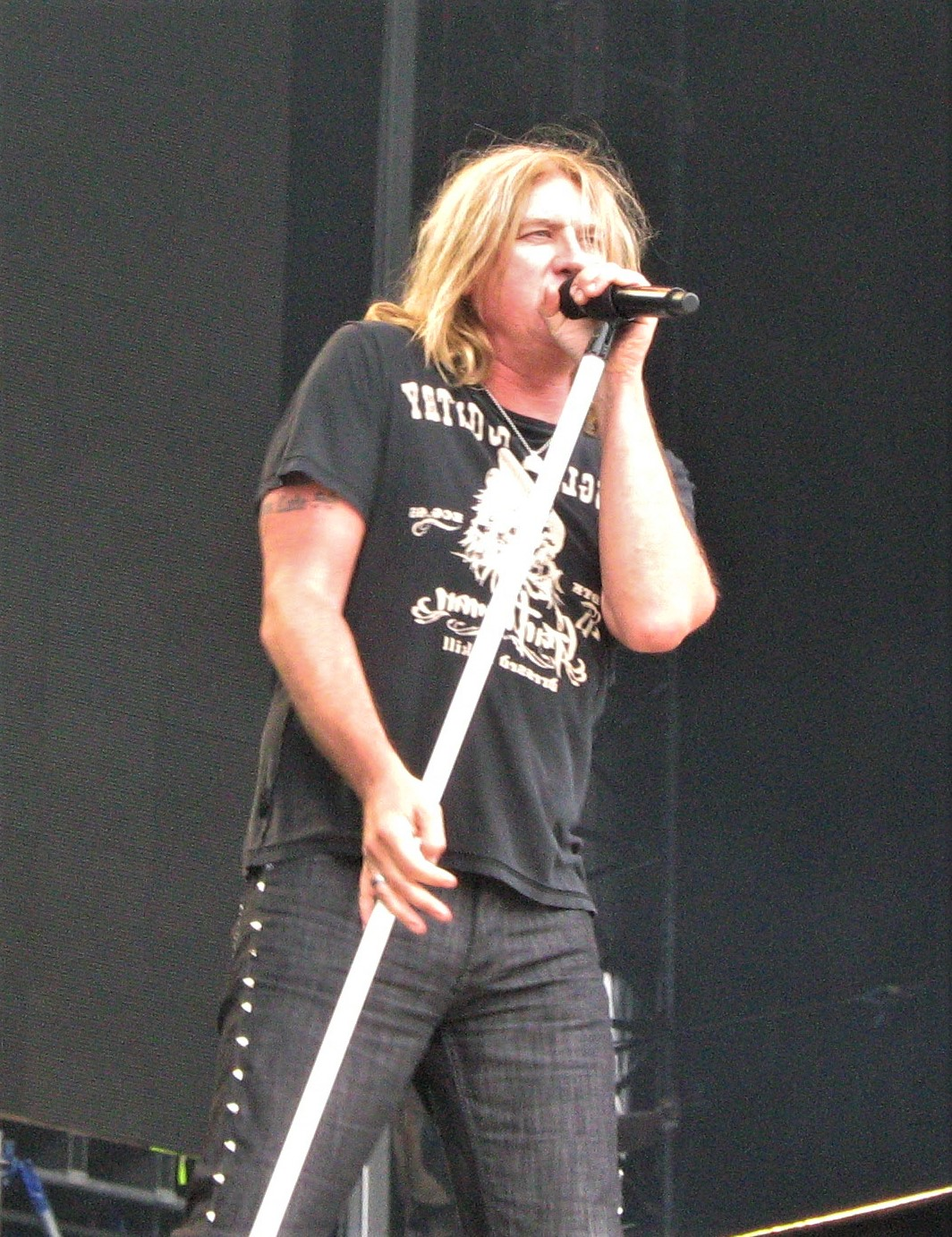
Joe Elliott au Arrow Festival NL en 2008.

Plus récemment, en 2009, le chanteur a fondé un autre cover band, Down 'n' Outz, qui faisait des reprises de Mott the Hoople, une formation qui l’a grandement inspiré et qui, étant plus jeune, était son groupe préféré. Le projet Down 'n' Outz est né d’une demande de collaboration spéciale lors d’une série de spectacles de Mott the Hoople, au Hammersmith Odeon, lors de leur réunion légendaire de 2009.
Elliott assure, bien évidemment, la position de chanteur mais joue également de la guitare et des claviers. Les autres membres sont de la formation The Quireboys : Paul Guerin (Guitare), Guy Griffin (Guitare), Keith Weir (Claviers), Phil Martini (Batterie) et également Ronnie Garrity (Bassiste) de Raw Glory.

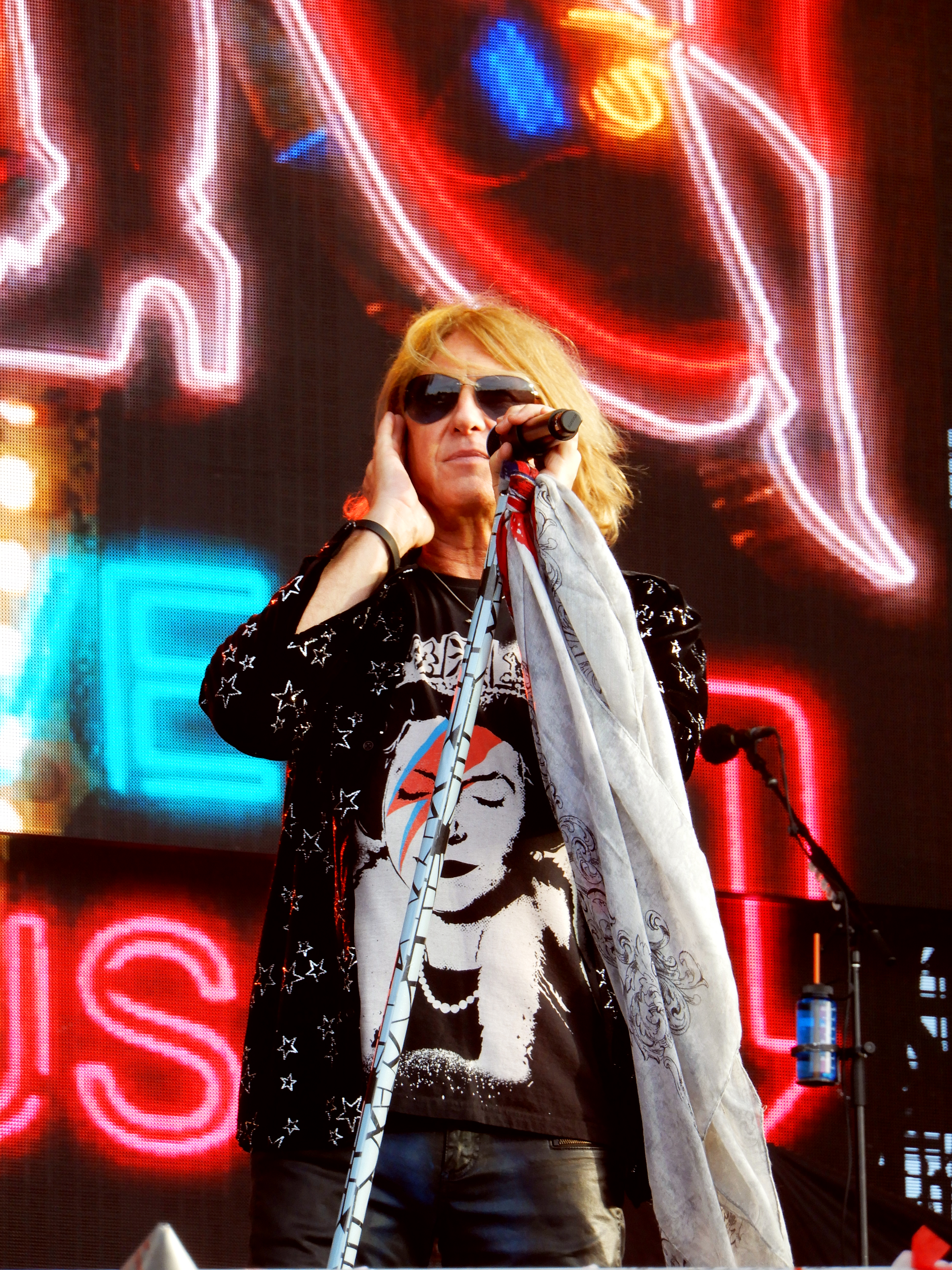
Joe Elliott au Hellfest 2019

De cette formation, un album réalisé par Elliott en collaboration avec Ronan McHugh, est sorti sous le nom de My ReGeneration Vol. 1 en avant-première comme bonus avec l'édition britannique de Classic Rock Magazine (10 chansons seulement) sortie en kiosque le 23 juin 2010. Puis, par la suite, il est paru sur le label Mailboat Records en juillet 2010 mais cette fois-ci dans son intégralité comprenant 13 chansons.